# Dicranolasma apuanum
Espèce
Dicranolasma apuanum est une espèce d'opilions dyspnois de la famille des Dicranolasmatidae.

## Distribution
Cette espèce est endémique de Toscane en Italie. Elle se rencontre dans les Alpes apuanes.

## Systématique et taxinomie
Cette espèce a été décrite par Marcellino en 1971.

## Étymologie
Son nom d'espèce lui a été donné en référence au lieu de sa découverte, les Alpes apuanes.

## Publication originale
- Marcellino, 1971 : « Opilioni delle Alpi Apuane. » Lavori della Società Italiana di Biogeografia, vol. 1, p. 363–389.